# Leichtathletik-Weltmeisterschaften 2023/4 × 400 m Mixed

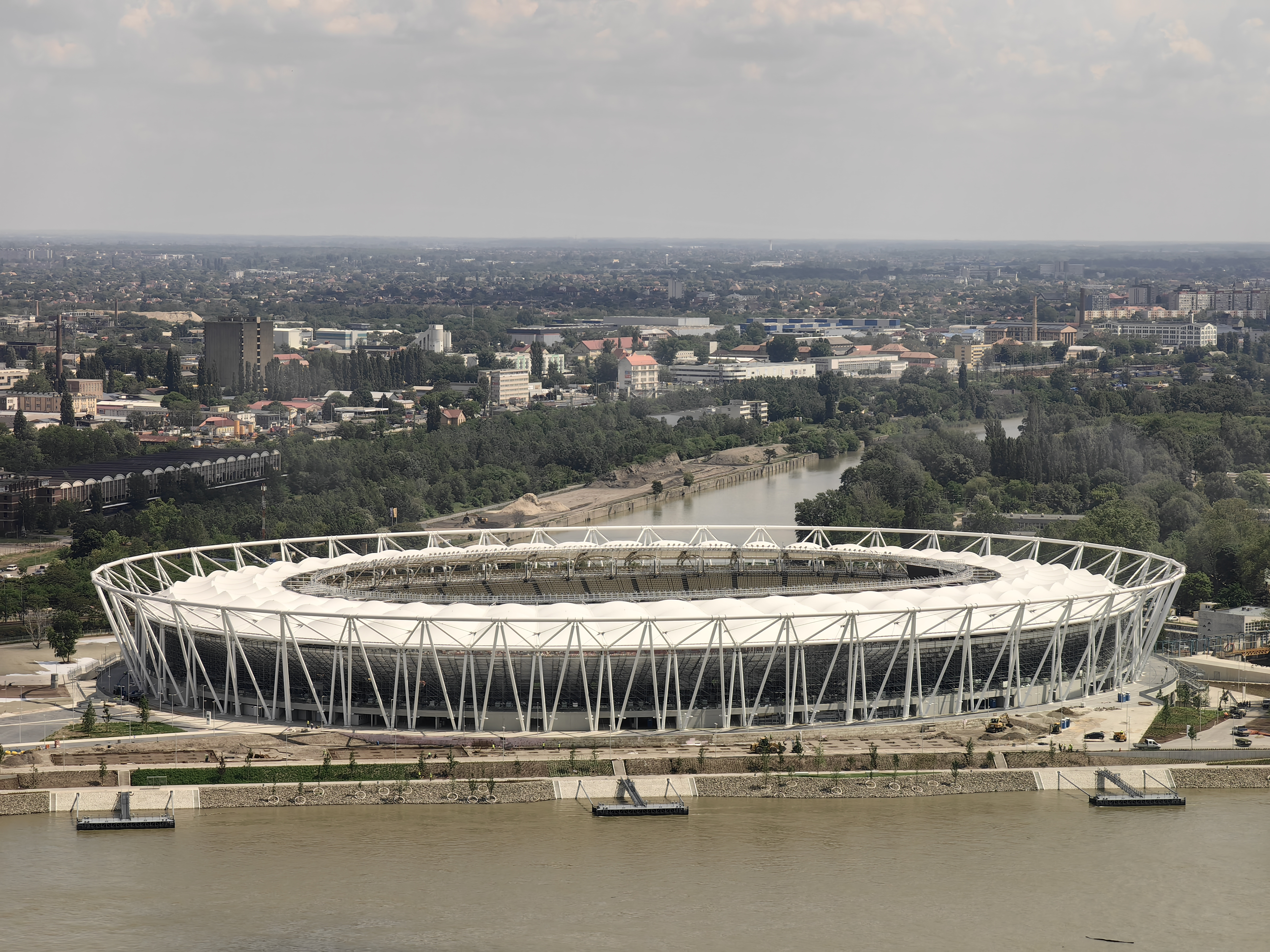
Nemzeti Atlétikai Központ im Mai 2023

Die 4-mal-400-Meter-Mixed-Staffel bei den Leichtathletik-Weltmeisterschaften 2023 fand am 19. August 2023 im Stadion Nemzeti Atlétikai Központ der ungarischen Hauptstadt Budapest statt.
Weltmeister wurden die Vereinigten Staaten in der Besetzung Justin Robinson, Rosey Effiong, Matthew Boling (Finale) und Alexis Holmes sowie dem im Vorlauf außerdem eingesetzten Ryan Willie.

Den zweiten Platz belegte Großbritannien mit Lewis Davey (Finale), Laviai Nielsen, Rio Mitcham und Yemi Mary John sowie dem im Vorlauf außerdem eingesetzten Joe Brier.

Bronze ging an Tschechien (Matěj Krsek, Tereza Petržilková, Patrik Šorm, Lada Vondrová).
Auch die nur im Vorlauf eingesetzten Läuferinnen und Läufer erhielten entsprechendes Edelmetall. Rekorde und Bestleistungen standen dagegen nur den tatsächlich laufenden Athletinnen und Athleten zu.

## Rekorde

### Bestehende Rekorde
| Weltrekord               | 3:09,34 min | USA (Wilbert London, Allyson Felix, Courtney Okolo, Michael Cherry) | WM Doha, Katar | 29. September 2019 |
| Weltmeisterschaftsrekord | 3:09,34 min | USA (Wilbert London, Allyson Felix, Courtney Okolo, Michael Cherry) | WM Doha, Katar | 29. September 2019 |

### Rekordverbesserungen
Schon in den Vorläufen und dann auch im Finale gab es Bestleistungen und Rekorde in dieser selten gelaufenen Staffel. Aufgestellt wurden ein Weltrekord (WR) und damit auch ein neuer Championshiprekord (CR), eine Weltjahresbestleistung (WL) sowie fünf Landesrekorde (NR).
- Weltrekord:
  - 3:08,80 min – USA (Justin Robinson, Rosey Effiong, Matthew Boling, Alexis Holmes), Finale am 19. August
- Weltjahresbestleistung (im Finale durch den Weltrekord wieder gesteigert):
  - 3:10,41 min – USA (Ryan Willie, Rosey Effiong, Justin Robinson, Alexis Holmes), erster Vorlauf am 19. August
- Landesrekorde:
  - 3:11,19 min – Großbritannien (Joe Brier, Laviai Nielsen, Rio Mitcham, Yemi Mary John), erster Vorlauf am 19. August
  - 3:14,08 min – Ungarn (Attila Molnár, Bianka Kéri, Zoltán Wahl, Janka Molnár), erster Vorlauf am 19. August
  - 3:12,25 min – Frankreich (Gilles Biron, Louise Maraval, Téo Andant, Amandine Brossier), zweiter Vorlauf am 19. August
  - 3:11,06 min – Großbritannien (Lewis Davey, Laviai Nielsen, Rio Mitcham, Yemi Mary John), Finale am 19. August
  - 3:11,98 min – Tschechien (Matěj Krsek, Tereza Petržilková, Patrik Šorm, Lada Vondrová), Finale am 19. August

## Durchführung
Die Reihenfolge der Läuferinnen und Läufer blieb nicht wie in der Anfangszeit den Teams überlassen, sondern in allen Läufen galt die Regel: Mann – Frau – Mann – Frau.

## Legende
Kurze Übersicht zur Bedeutung der Symbolik – so üblicherweise auch in sonstigen Veröffentlichungen verwendet:
- WR: Weltrekord
- CR: Championshiprekord
- NR: nationaler Rekord
- WL: Weltjahresbestleistung
- DNS: nicht am Start (did not start)
- DNF: Wettkampf nicht beendet (did not finish)

## Vorrunde
Die Vorrunde wurde in zwei Läufen durchgeführt. Die ersten drei Staffeln pro Lauf – hellblau unterlegt – sowie die darüber hinaus zwei zeitschnellsten Teams – hellgrün unterlegt – qualifizierten sich für das Finale.

### Vorlauf 1
19. August 2023, 12:06 Uhr Ortszeit
| Platz | Staffel                 | Besetzung                                                              | Zeit (min) |
| ----- | ----------------------- | ---------------------------------------------------------------------- | ---------- |
| 1     | USA                     | Ryan Willie (Vorlauf) Rosey Effiong Justin Robinson Alexis Holmes      | 3:10,41 WL |
| 2     | Großbritannien          | Joe Brier (Vorlauf) Laviai Nielsen Rio Mitcham Yemi Mary John          | 3:11,19 NR |
| 3     | Belgien                 | Robin Vanderbemden Imke Vervaet Florent Mabille (Vorlauf) Camille Laus | 3:11,81000 |
| 4     | Irland                  | Jack Raftery Sophie Becker Christopher O’Donnell Sharlene Mawdsley     | 3:13,90000 |
| 5     | Ungarn                  | Attila Molnár Bianka Kéri Zoltán Wahl Janka Molnár                     | 3:14,08 NR |
| 6     | Italien                 | Lorenzo Benati Ayomide Folorunso Riccardo Meli Alice Mangione          | 3:14,56000 |
| 7     | Kenia                   | Zablon Ekhal Ekwam Millicent Ndoro Wyclife Kinyamal Mercy Oketch       | 3:15,47000 |
| 8     | Portugal                | Omar Elkhatib Cátia Azevedo Ricardo dos Santos Fatoumata Binta Diallo  | 3:15,75000 |
| DNS   | Dominikanische Republik |                                                                        |            |

### Vorlauf 2
19. August 2023, 12:17 Uhr Ortszeit
| Platz | Staffel     | Besetzung                                                                                          | Zeit (min) |
| ----- | ----------- | -------------------------------------------------------------------------------------------------- | ---------- |
| 1     | Niederlande | Isaya Klein Ikkink Lieke Klaver Terrence Agard (Vorlauf) Femke Bol                                 | 3:12,12000 |
| 2     | Frankreich  | Gilles Biron Louise Maraval Téo Andant Amandine Brossier                                           | 3:12,25 NR |
| 3     | Tschechien  | Matěj Krsek Tereza Petržilková Patrik Šorm Lada Vondrová                                           | 3:12,52000 |
| 4     | Deutschland | Manuel Sanders Alica Schmidt Jean Paul Bredau Skadi Schier (Vorlauf)                               | 3:13,25000 |
| 5     | Jamaika     | Demish Gaye Natoya Goule-Toppin Malik James-King Stacey-Ann Williams                               | 3:14,05000 |
| 6     | Schweiz     | Lionel Spitz Giulia Senn Ricky Petrucciani Julia Niederberger                                      | 3:14,38000 |
| 7     | Nigeria     | Dubem Nwachukwu Patience Okon George Ezekiel Nathaniel Imaobong Nse Uko                            | 3:14,38000 |
| 8     | Polen a     | Karol Zalewski Marika Popowicz-Drapała Kajetan Duszyński (Vorlauf) Patrycja Wyciszkiewicz-Zawadzka | 3:14,63000 |

## Finale

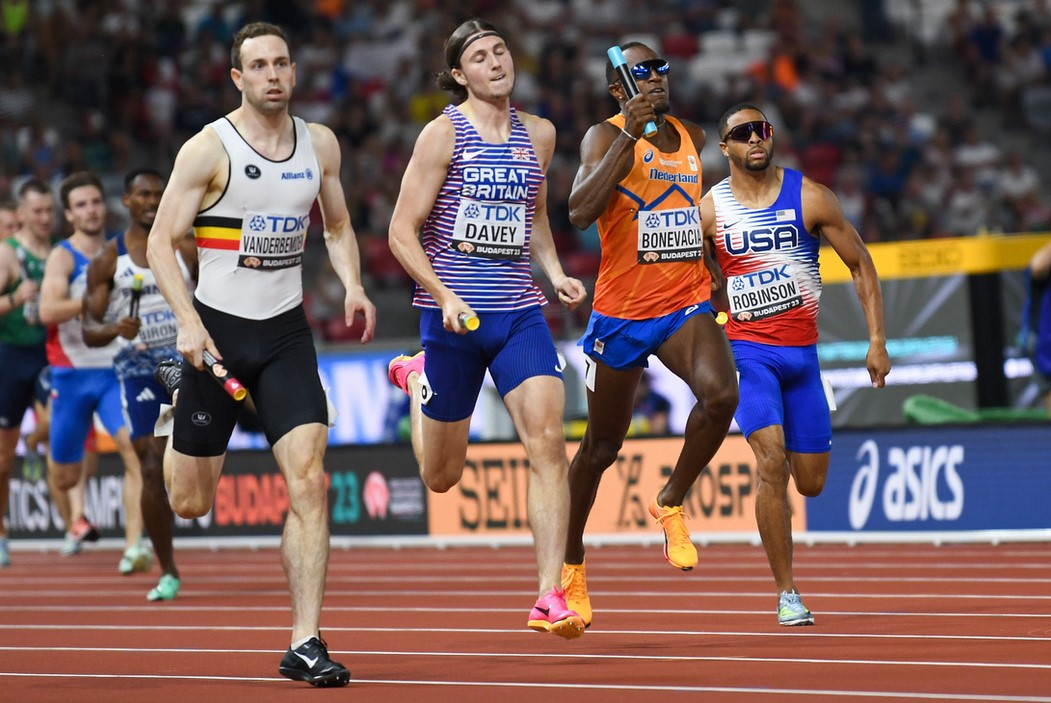
Kurz vor dem ersten Wechsel vier Staffeln nebeneinander: Belgien mit Robin Vanderbemden, die Briten mit Lewis Davey, Niederlande (Liemarvin Bonevacia) und USA (Justin Robinson)

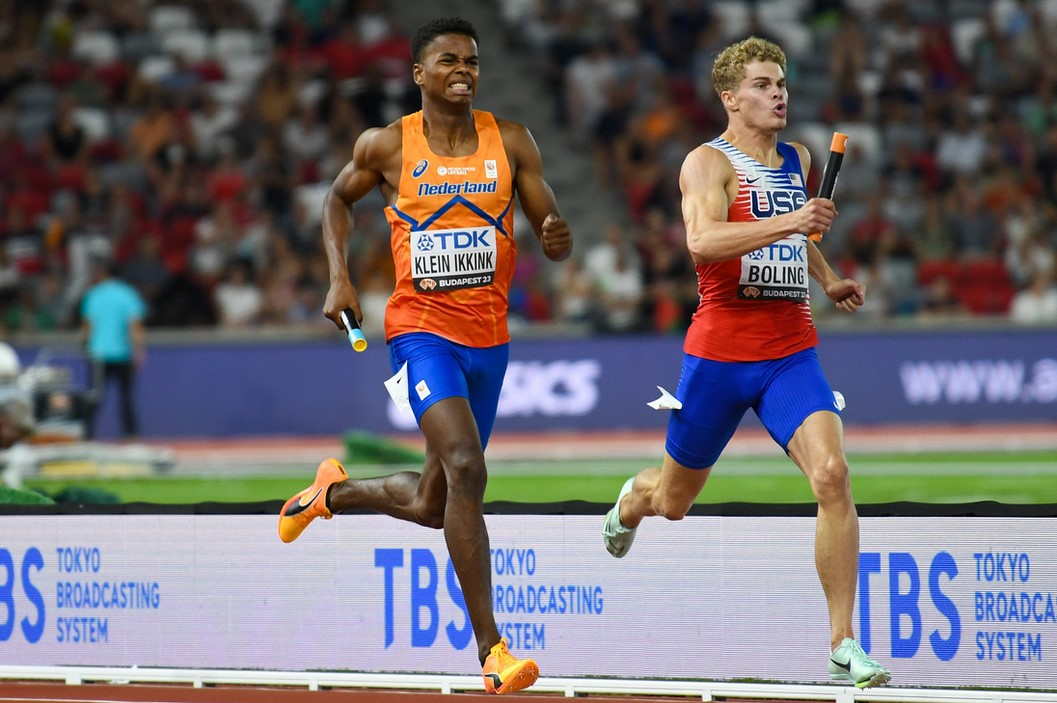
Vor dem letzten Wechsel: Niederlande mit Isaya Klein Ikkink und USA (Matthew Bolling)

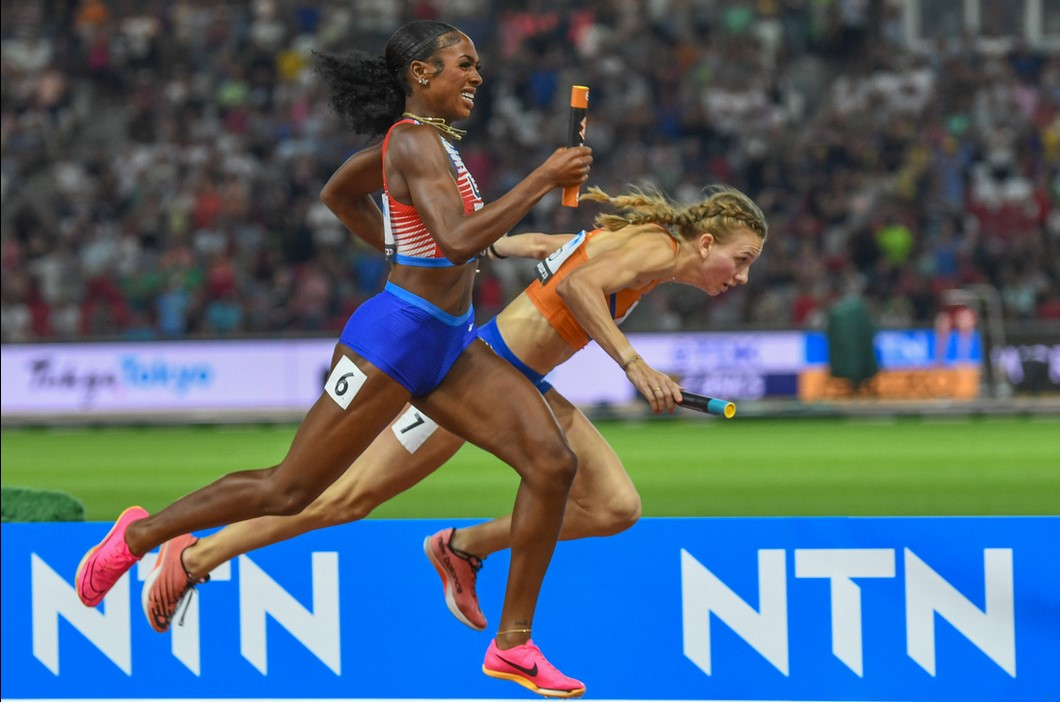
Tragischer Sturz der Niederländerin Femke Bol kurz vor Rennende, die Niederlande wurden wegen des damit verbundenen Stabverlustes disqualifiziert, daneben Yemi Mary Jones für die siegreiche US-Staffel

19. August 2023, 21:49 Uhr Ortszeit
| Platz | Staffel        | Besetzung | Zeit (min)  |
| ----- | -------------- | --- | ----------- |
| 1     | USA            | Justin Robinson Rosey Effiong Matthew Boling (Finale) Alexis Holmes im Vorlauf außerdem: Ryan Willie                           | 3:08,80 WR  |
| 2     | Großbritannien | Lewis Davey (Finale) Laviai Nielsen Rio Mitcham Yemi Mary John im Vorlauf außerdem: Joe Brier                                  | 3:11,06 NR  |
| 3     | Tschechien     | Matěj Krsek Tereza Petržilková Patrik Šorm Lada Vondrová                                                                       | 3:11,98 NR  |
| 4     | Frankreich     | Gilles Biron Louise Maraval Téo Andant Amandine Brossier                                                                       | 3:12,99 000 |
| 5     | Belgien        | Robin Vanderbemden Imke Vervaet Jonathan Borlée (Finale) Camille Laus im Vorlauf außerdem: Florent Mabille                     | 3:13,83000  |
| 6     | Irland         | Jack Raftery Sophie Becker Christopher O’Donnell Sharlene Mawdsley                                                             | 3:14,13000  |
| 7     | Deutschland    | Manuel Sanders Alica Schmidt Jean Paul Bredau Elisa Lechleitner (Finale) im Vorlauf außerdem: Skadi Schier                     | 3:14,27000  |
| 8     | Polen          | Igor Bogaczyński (Finale) Patrycja Wyciszkiewicz Karol Zalewski Marika Popowicz-Drapała im Vorlauf außerdem: Kajetan Duszyński | 3:15,49000  |
| DNF   | Niederlande    | Liemarvin Bonevacia (Finale) Lieke Klaver Isaya Klein Ikkink Femke Bol im Vorlauf außerdem: Terrence Agard                     |             |

## Videolink
4x400mMix
- History Made in 2023 World Championship 4*400 Mixed Relay World Record. Team USA, youtube.com, abgerufen am 26. September 2023